# Tzeltalia
Tzeltalia ist eine Gattung aus der Familie der Nachtschattengewächse (Solanaceae), deren Verbreitungsgebiet in Teilen Mexikos und Guatemalas liegt. Sie wurde 1998 mit zwei zuvor der Gattung der Blasenkirschen (Physalis) zugehörigen Arten erstbeschrieben und enthält heute drei Arten.

## Beschreibung

### Vegetative Merkmale
Tzeltalia sind 0,5 bis 7,0 m hoch werdende, kriechende, halbstrauchartige Sträucher. Die Sprossachse ist weich, hohl und kann unbehaart bis dicht filzig behaart sein. Die Trichome sind einfach, kurz, bräunlich, gelenkig und gebogen und fallen im Alter ab.
Die Laubblätter stehen wechselständig oder paarweise, im letzteren Fall ist eines der Blätter nur halb so groß wie das andere. Die Form der Blattspreite ist lanzettlich bis eiförmig, der Blattrand ist nahezu ganzrandig, nur leicht geschwungen oder mit wenigen gewinkelten Lappen versehen. Nach vorn hin ist das Blatt spitz oder langgestreckt spitz zulaufend. Die Basis ist schräg, verjüngt und spitz an den Blattstielen herablaufend, so dass diese geflügelt sind. Die Blattstiele können unbehaart bis filzig behaart sein, die Blattspreite ist nur spärlich behaart und verkahlend, auf der Oberseite jedoch stärker ausgeprägt. Die Trichome stehen vor allem entlang der Blattadern, einige der Trichome besitzen auch eine mehrzellige, drüsige Spitze.

### Blütenstände und Blüten
Die Blüten stehen in Büscheln aus meist einer oder zwei (aber auch bis zu sieben) in den Achseln, gelegentlich wird jedoch nur eine bis zur Fruchtreife ausgebildet. Die Blütenstiele können unbehaart bis dicht wollig oder filzig behaart sein. Gelegentlich wird ein einfacher oder auch verzweigter Blütenstandsstiel gebildet, so dass die Blütenstände wie eine zusammengesetzte Zyme oder ein Pleiochasium erscheinen.
Der Kelch ist becherförmig, dünn papierartig und zunächst dicht behaart, zur Blüte jedoch meist schon verkahlt. Der Kelchrand ist bewimpert, eingeschnitten oder gelappt. Die Krone ist radförmig. Sie ist weißlich bis cremefarben-weißlich gefärbt, meist sind nahe der Basis pro Kronblatt fünf dunklere Markierungen zu finden. Die Kronzipfel machen 2/3 bis 3/4 der Gesamtlänge der Kronblätter aus, sie sind eiförmig oder lanzettlich geformt, nach vorn hin sind sie zugespitzt oder kurz spitz zulaufend. Die Außenseite der Krone ist dicht mit kurzen Trichomen behaart, innen ist in der Kronröhre und an der Kronbasis polsterförmig eine sehr feine Behaarung aus verzweigten Trichomen vorhanden.
Die Staubfäden sind blau oder violett und stehen direkt an oder nahe der Basis der Kronröhre. Die Staubbeutel sind bläulich oder violett bis gelbbraun, nahezu rückseitig fixiert (subdorsifix), durch ihr stark ausgeprägtes Konnektiv sehen sie nahezu pfeilförmig aus. Die Narbe ist köpfchenförmig oder zweilappig.

### Früchte und Samen
Bis zur Fruchtreife verdicken sich die Blütenstiele auf einen Durchmesser von bis zu 4 mm, der Kelch vergrößert sich und umschließt die Frucht, ist aber an der Spitze nur unvollständig geschlossen. Seine Farbe ist blass grün, er ist nahezu bis komplett unbehaart, deutlich fünf- oder zehnkantig und zwischen diesen Kanten deutlich netzartig mit Adern durchzogen. Die Frucht selbst ist eine grünliche, kugelförmige Beere, die Samen sind kräftig dunkelorange oder gelb. Ihre Form ist flach nierenförmig, die Oberfläche ist grubig.

## Vorkommen und Standorte
Tzeltalia kommen ausschließlich in einem kleinen Gebiet in den Hochländern des südlichen Mexikos und des nordwestlichen Guatemalas in Höhenlagen zwischen 1200 und 3300 m vor. Das Gebiet ist durch vulkanische Formationen geprägt, die mit immergrünen, feuchten Bergregenwäldern und Nebelwäldern bewachsen sind. Die Vegetation besteht hauptsächlich aus Vertretern der Gattungen Cedrela, Chiranthodendron, Matudaea, Olmediella, Oreopanax und Eichen (Quercus). Das Gebiet ist bekannt für eine Anzahl anderer endemischer Pflanzengattungen, unter anderem Cuchumatanea, Eizia, Guamatela, Oecopetalum, Petenaea, Rojasianthe, Santomasia, Stanmarkia und Thornea.

## Systematik

### Innere Systematik
Die Gattung Tzeltalia umfasst drei Arten:
- Tzeltalia amphitricha (Bitter) E. Estrada & M. Martínez
- Tzeltalia calidaria (Standl. & Steyerm.) E. Estrada & M. Martínez
- Tzeltalia esenbeckii M. Martínez & O. Vargas: Sie kommt im südlichen Mexiko vor.[1]

### Äußere Systematik
Innerhalb der Systematik der Nachtschattengewächse wird die Gattung Tzeltalia in die Untertribus Physalinae eingeordnet. Diese wird nach der Systematik Armando Hunzikers (2001) in die Tribus Solaneae der Unterfamilie Solanoideae eingeordnet, während Richard Olmstead sie in eine Tribus Physaleae, ebenfalls in der Unterfamilie Solanoideae platziert.
Die Erstbeschreiber der Gattung, Enrique Estrada und Mahinda Martínez, sahen die Tzeltalia zunächst in naher Verwandtschaft mit der Gattung Deprea, da beide Gattungen morphologisch große Übereinstimmungen besitzen. Molekularbiologische Untersuchungen der Physalinae zeigten jedoch, dass die Gattung innerhalb der Physalinae eine basale Gruppe mit den Gattungen Brachistus, Witheringia und der kladistisch von anderen Leucophysalis entfernten Art Leucophysalis viscosa bildet.
|  | Brachistus                    |
|  |                               |
|  | \| \| Witheringia \| \| \| \| |
|  |                               |
|  | Witheringia                   |
|  |                               |

|  | Witheringia |
|  |             |

|  | Brachistus                    |
|  |                               |
|  | \| \| Witheringia \| \| \| \| |
|  |                               |
|  | Witheringia                   |
|  |                               |

|  | Witheringia |
|  |             |

|  | Brachistus                    |
|  |                               |
|  | \| \| Witheringia \| \| \| \| |
|  |                               |
|  | Witheringia                   |
|  |                               |

|  | Witheringia |
|  |             |

|  | Brachistus                    |
|  |                               |
|  | \| \| Witheringia \| \| \| \| |
|  |                               |
|  | Witheringia                   |
|  |                               |

|  | Witheringia |
|  |             |

|  | Brachistus                    |
|  |                               |
|  | \| \| Witheringia \| \| \| \| |
|  |                               |
|  | Witheringia                   |
|  |                               |

|  | Witheringia |
|  |             |

|  | Brachistus                    |
|  |                               |
|  | \| \| Witheringia \| \| \| \| |
|  |                               |
|  | Witheringia                   |
|  |                               |

|  | Witheringia |
|  |             |

|  | Brachistus                    |
|  |                               |
|  | \| \| Witheringia \| \| \| \| |
|  |                               |
|  | Witheringia                   |
|  |                               |

|  | Witheringia |
|  |             |

|  | Brachistus                    |
|  |                               |
|  | \| \| Witheringia \| \| \| \| |
|  |                               |
|  | Witheringia                   |
|  |                               |

|  | Witheringia |
|  |             |

Kladogramm vereinfacht nach 

### Unterschiede zur GattungPhysalis
Von den Arten der Gattung Physalis unterscheiden sich die Tzeltalia unter anderem durch ihren strauchigen Habitus, der in ähnlicher Form nur in vier Physalis-Arten auftaucht. Zudem ist die starke Teilung der Krone in Kronzipfel untypisch für Physalis-Arten und taucht dort nur in drei Arten auf. Ein weiterer deutlicher Unterschied ist auch der Fruchtkelch, der bei Tzeltalia nie komplett geschlossen ist und dem die für Physalis typische Einstülpung nahe der Basis fehlt. Auch die besonders starke Verdickung des Blütenstieles an der Frucht tritt in der Gattung Physalis nicht auf. Die Oberfläche der Pollenkörner der Gattung Tzeltalia ist schuppig, während innerhalb der Physalis bis auf eine Ausnahme alle Arten eine gekörnte Pollenoberfläche haben.

## Botanische Geschichte und Etymologie
Die erste Beschreibung einer Art, die heute zu den Tzeltalia gezählt wird, stammt von Georg Bitter, der 1924 die Art Saracha amphitricha beschrieb. Julian Alfred Steyermark und Paul Carpenter Standley platzierten die Art 1947 in die Gattung der Blasenkirschen (Physalis) und beschrieben zeitgleich eine weitere, ähnliche Art Physalis calidaria. Bereits zu diesem Zeitpunkt vermuteten sie, dass diese beiden Arten nicht nahe mit anderen strauchförmigen Arten der Gattung Physalis (beispielsweise Physalis arborescens und Physalis melanocystis) verwandt sind.
Dem entgegen sah Margaret Y. Menzel 1951 sieben abweichende Physalis-Arten aus dem Südlichen Mexiko und Guatemala als zusammengehörige Gruppe an, die mit der Lampionblume (Physalis alkekengi) als primitivste Art der Gattung den restlichen Blasenkirschen entgegenstehen. Untersuchungen von Mahinda Martínez (1993) bestätigten jedoch die Annahme von Steyermark und Standley. Vor allem aufgrund morphologischer Unterschiede zu anderen Arten der Gattung Physalis beschrieben daraufhin Enrique Estrada und Mahinda Martínez 1998 eine neue Gattung mit zwei Arten. Der Name Tzeltalia erinnert an die Tzeltal-Maya, die in den Hochländern von Chiapas und Guatemala leben. 2005 wurde von Martínez und Ofelia Vargas unter dem Namen Tzeltalia esenbeckii eine dritte Art der Gattung beschrieben.